# Labeo parvus
Labeo parvus är en fiskart som beskrevs av George Albert Boulenger 1902. Labeo parvus ingår i släktet Labeo och familjen karpfiskar. IUCN kategoriserar arten globalt som livskraftig. Inga underarter finns listade i Catalogue of Life.